# 시클로시구

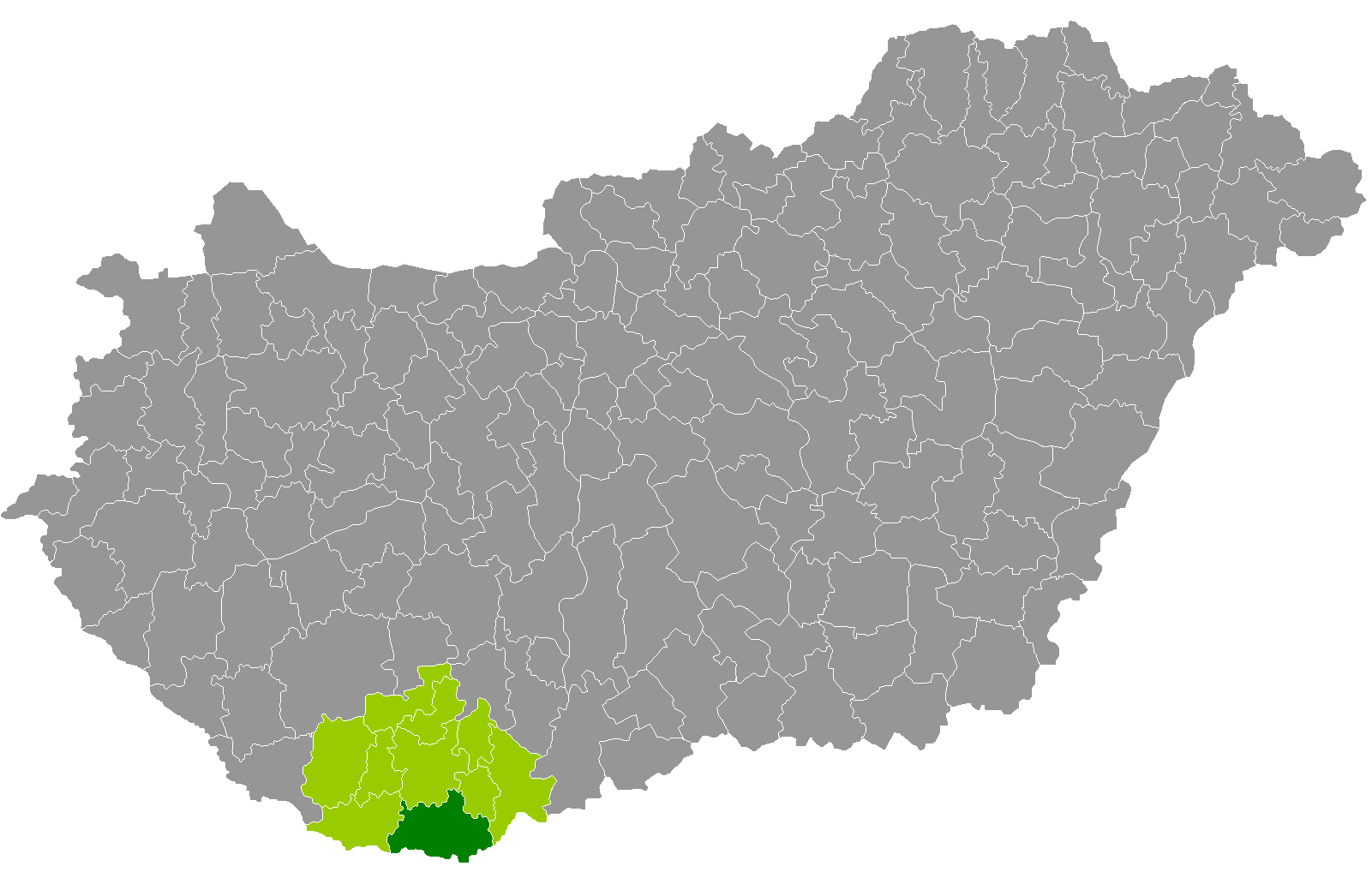
버러녀주 지도에 표시된 시클로시구의 위치

시클로시구(헝가리어: Siklósi járás)는 헝가리 버러녀주에 위치한 구로 구청 소재지는 시클로시이며 면적은 652.99km2, 인구는 35,929명(2011년 기준), 인구 밀도는 55명/km2이다.
서쪽으로는 셰예구, 북쪽으로는 페치구, 보이구, 동쪽으로는 모하치구와 접하며 남쪽으로는 크로아티아와 국경을 접한다. 53개 지방 자치체(3개 시, 50개 마을)를 관할한다.

구 문장